# Rohan Ricketts
Rohan Ricketts (London, 1982. december 22. –) angol labdarúgó. Posztját tekintve középpályás.

## Pályafutása

### Arsenal
Karrierjét Londonban kezdte, az Arsenalnál, 2000-ben. A bajnokságban nem lépett pályára, viszont a Ligakupában egyszer lehetőséget kapott, a Manchester United ellen. 2000-ben és 2001-ben megnyerte a 15-18 évesek között rendezendő FA-kupát (FA Youth Cup).

### Tottenham
2002 júliusában ingyen került az ágyúsok riválisához, a Tottenham Hotspur csapatához. Az első szezonjában nem lépett pályára az felnőtt csapatban.
A következő évben, 2003 decemberében mégis meghosszabbította a szerződését. A szerződés szerint 2007-ig a klub játékosa lett volna. A bajnokságban egy gólt szerzett az Aston Villa ellen novemberben, míg a ligakupában is szerzett egy gólt, a Coventry Citynek. Augusztusban és szeptemberben is ő volt a hónap játékosa a Tottanhamél. A bajnokságban a tizennegyedik helyen zártak.

#### Kölcsönben
Következett a 2004/05-ös szezon. Ricketts korlátozottnak tartotta az első csapatban való szereplés lehetőségét, így 2004 októberében egy hónapra kölcsönbe ment a Coventryhez, majd 2005-ben Wolverhamptonhoz. Első állomáshelyén hatszor szerepelt és egy gólt rúgott, míg a másodszorra hétszer szerepelt, de gólt nem szerzett.

### Wolverhampton, QPR, Barnsley
2005-ben nyáron, végleg a Wolverhamptonhoz került. Két évig játszott itt, negyvennégy meccsén nem szerzett gólt.
2007-ben március 22. és május 7-e között a Queens Park Rangersnél volt kölcsönben, majd visszatért a Wolweshez. Júliusban eligazolt a másodosztályú Barnsleyhoz, majd következő év április 18-án közös megegyezéssel felbontotta a klubbal való szerződését.

### Toronto
Következő csapata a kanadai Toronto volt. Első két gólját a Colorado Rapids ellen szerezte 2008. június 14-én. A szezonban huszonhatszor volt kezdő a huszonhét meccséből, és négy gólt rúgott.
2009 nyarán száműzetésbe került a csapatnál, miután a kanadai Dwayne De Rosario és fiatal amerikai Sam Cronin érkezésük után kiszorították őt a kezdőcsapatból. Végül felbontotta szerződését. Szabadúszóként elutazott a skót bajnokságban szereplő Aberdeenhez, ahol egy felkészülési mérkőzésen is pályára lépett a Hull City ellen. A szerződés végül nem jött neki össze, így 2009 őszét csapat nélkül töltötte.

### Diósgyőr

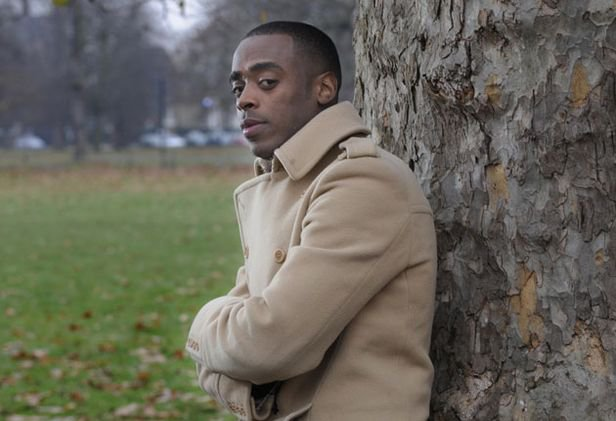

A 2010. évi téli átigazolási időszakban érkezett próbajátékra a Diósgyőrhöz. Eleinte Tornyi Barnabás, a DVTK vezetőedzője nem javasolta szerződtetését, a klubra való anyagi terhek miatt. Később fél évre mégis leigazolták, a 4-es mezt viselhette. Mindössze egy meccsen lépett pályára az élvonalban és nyáron el is távozott a csapattól.

## Sikerei, díjai
Ír bajnokság
- győztes: 2011

Kanadai bajnokság
- győztes: 2009
- aranycipős: 2008

FA Youth Cup
- győztes: 2000, 2001

## Külső hivatkozások
- Hlsz.hu profil